# Фріц Юліус Кун
Фріц Юліус Кун (нім. Fritz Julius Kuhn, 15 травня 1896 — 14 грудня 1951) — засновник та голова Німецько-американського союзу. В 1934 став натуралізованим громадянином США, але в 1943 році його позбавили громадянства й депортували 1945 року. Активно підтримував режим Адольфа Гітлера та сповідував ідеологію націонал-соціалізму.

## Біографія
Кун, син Георга Куна та Джулії Юстини Бейт, народився в Мюнхені 15 травня 1896 року. Під час Першої світової його нагородили Залізним Хрестом. Після війни він закінчив Мюнхенський технічний університет, отримавши ступінь магістра за спеціальністю "Хімічна технологія". В 1920-их роках він переїхав до Мексики. В 1928 почав жити в Сполучених Штатах, а в 1934 році став їх натуралізованим громадянином. Він працював на заводі з виготовлення автомобілів Ford в Детройті до того, як очолив Німецько-американський союз 1936-го року в Баффало.
Комітет Конгресу США зробив висновок, що організація «Друзі Нової Німеччини» підтримується американським відділенням НСДАП, тому вона була розформована. Однак, в березні 1936 року було створено Німецько-американський союз, який перебрав на себе функції колишньої організації. Союз обрав лідером Юліуса Куна.
Кун, описуючи Німецько-американський союз, заперечував матеріальну підтримку з боку Третього Рейху або ж НСДАП попри те, що організація відкрито їх підтримувала та пропагувала ідеологію націонал-соціалізму. Також він заперечував відкриту підтримку фашизму організацією.
Організація Куна вербувала та приваблювала американців ідеями антисемітизму, антикомунізму та про-німецькими поглядами. Одним із перших завдань Куна було організувати поїздку 50 представників Німецько-американського союзу до Німеччини. Основною метою було особисто познайомитись з Адольфом Гітлером та націонал-соціалістичним рухом Німеччини.
Помер 14 грудня 1951 року в Мюнхені.

## В культурі
У телесеріалі «Людина у високому замку» існує школа імені Куна.